# Cephalospargeta elongata
Cephalospargeta elongata là một loài bướm đêm trong họ Noctuidae.